# Nick Whitehead
Joseph Nicholas Neville „Nick” Whitehead OBE (ur. 29 maja 1933 w Wrexham, zm. 6 października 2002 w Newport) – walijski lekkoatleta (sprinter), medalista olimpijski z 1960.
Zdobył brązowy medal w sztafecie 4 × 100 metrów na igrzyskach olimpijskich w 1960 w Rzymie (sztafeta brytyjska biegła w składzie: Peter Radford, David Jones, David Segal i Whitehead).
Jako reprezentant Walii zajął 5. miejsce w sztafecie 4 × 110 jardów na igrzyskach Imperium Brytyjskiego i Wspólnoty Brytyjskiej w 1958 w Cardiff, a w biegach na 100 jardów i na 220 jardów odpadł w ćwierćfinale. Na kolejnych igrzyskach Imperium Brytyjskiego i Wspólnoty Brytyjskiej w 1962 w Perth zdobył brązowy medal w sztafecie 4 × 110 jardów (w składzie: David England, Ron Jones, Berwyn Jones i Whitehead), a w biegach na 100 jardów i na 220 jardów odpadł w ćwierćfinale.
Był brązowym medalistą mistrzostw Wielkiej Brytanii (AAA) w biegu na 100 jardów w 1960.
Był rekordzistą Wielkiej Brytanii w sztafecie 4 × 100 metrów z wynikiem 40,1 s, osiągniętym 1 sierpnia 1960 w Londynie, potem trzykrotnie wyrównywanym.
Po zakończeniu kariery sportowej był trenerem i organizatorem sportu. Razem z Lynnem Daviesem kierował lekkoatletyczną reprezentacją Wielskiej Brytanii na igrzyskach olimpijskich w 1984 w Los Angeles. Został oficerem Orderu Imperium Brytyjskiego w 1985.